# Židovský hřbitov v Sučanech
Židovský hřbitov v Sučanech se nachází na okraji obce, blízko hlavní cesty. Tvoří jeden areál společně s obecním pohřebištěm, domem smutku a malým parkem. Nejstarší náhrobky z pískovce, které mají tvar Mojžíšových kamenných desek Desatera jsou vlivem počasí do značné míry poškozené a nápisy jsou tak nečitelné. Pozdější honosnější náhrobky z mramoru a černého granitu jsou pak ve tvaru Svatostánku (Aron Kodeš), na okrajích se dvěma sloupy, které mají symbolizovat vstup do Šalamounova chrámu. Náhrobní kameny z kvalitního materiálu byly rozkradeny a zůstali jen podstavce. Nápisy na starších náhrobcích jsou psané výhradně hebrejsky, na novějších je přepis jména do latinky, případně doplněn krátký text německy. Novější texty jsou už kombinované hebrejsko-německy. Hřbitov byl neologický, tedy muži a ženy jsou pochováni společně. Před časem hřbitov prošel rekonstrukcí, na kterou přispělo ministerstvo kultury.

## Galerie

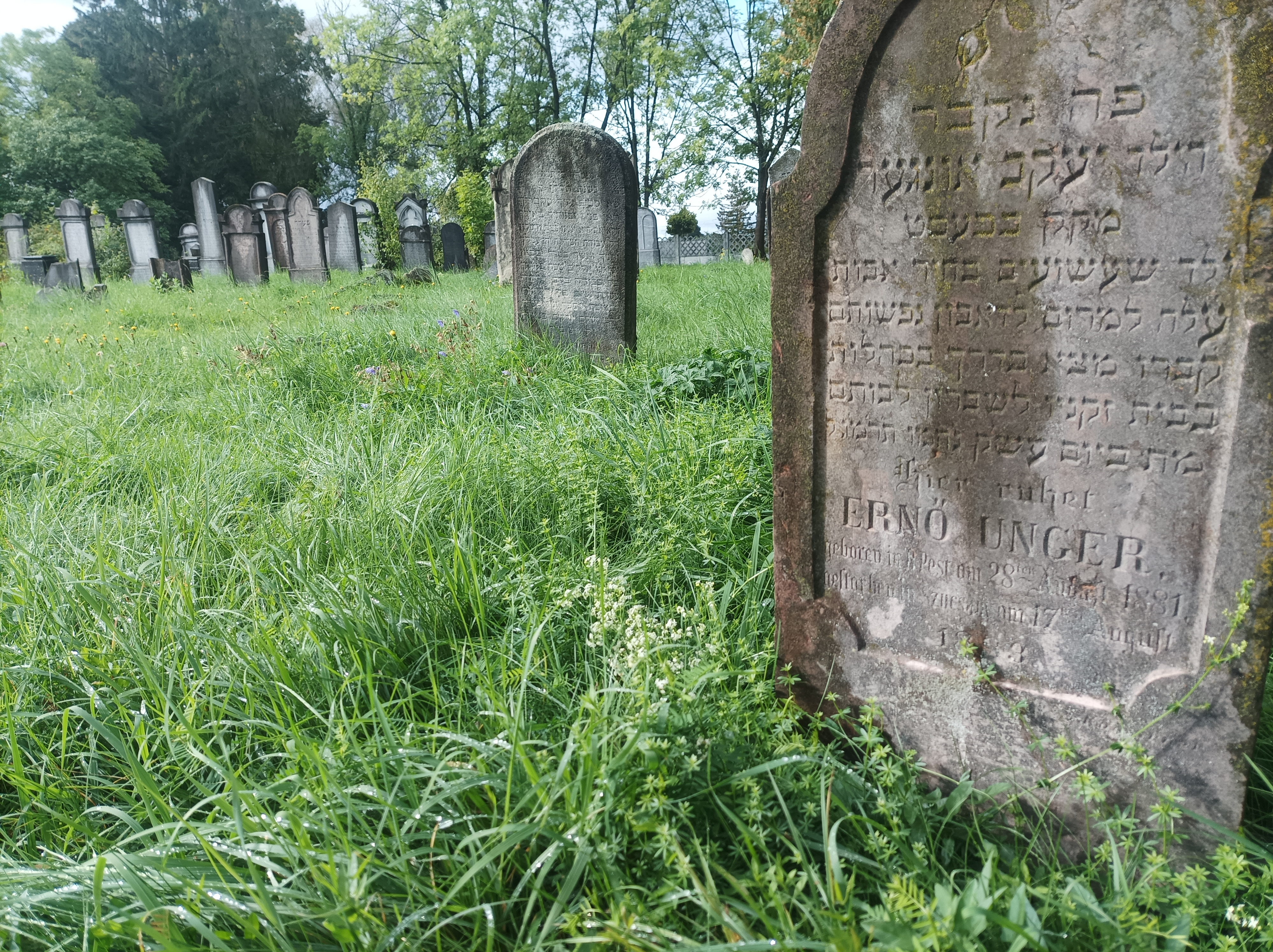
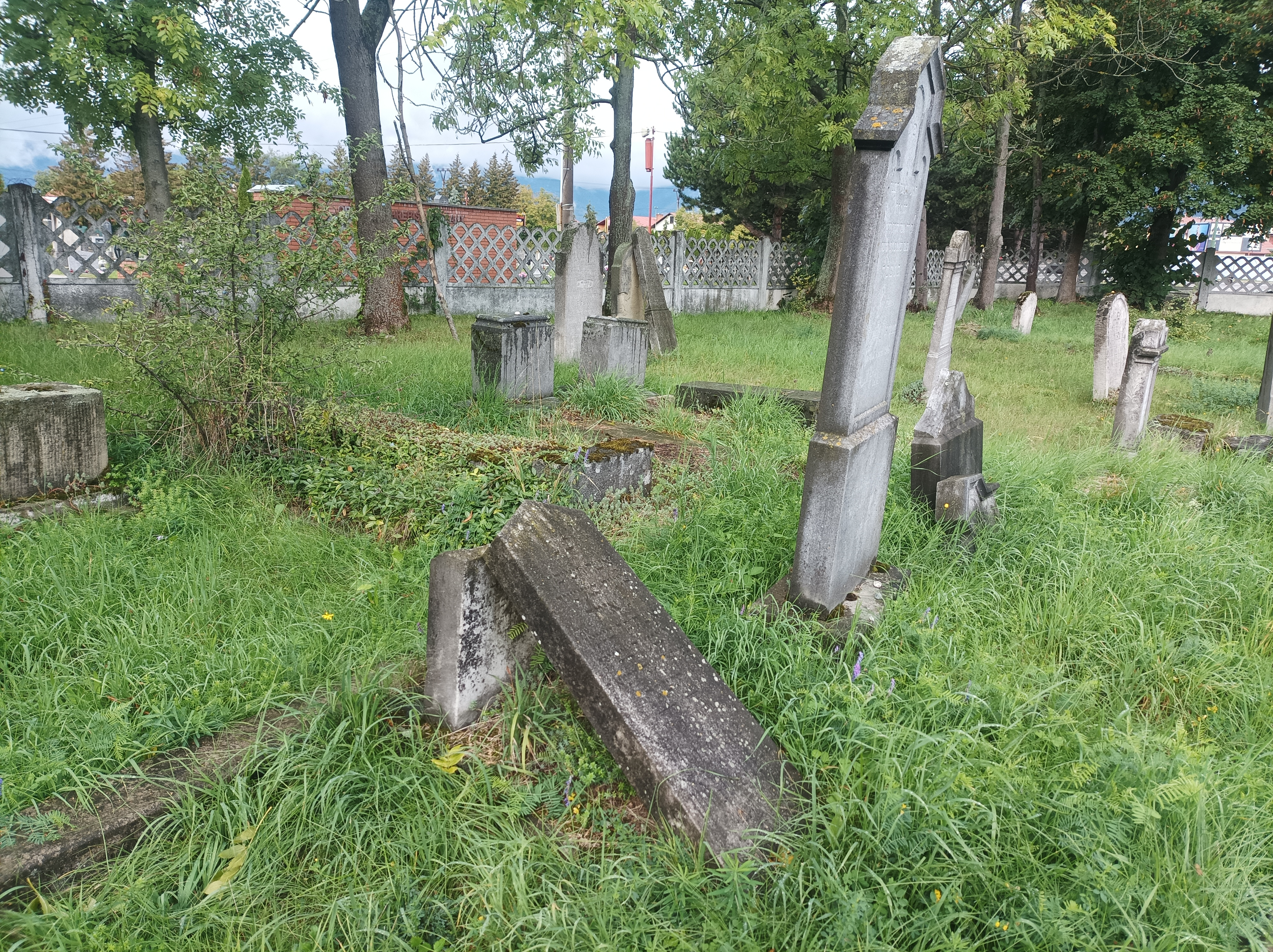
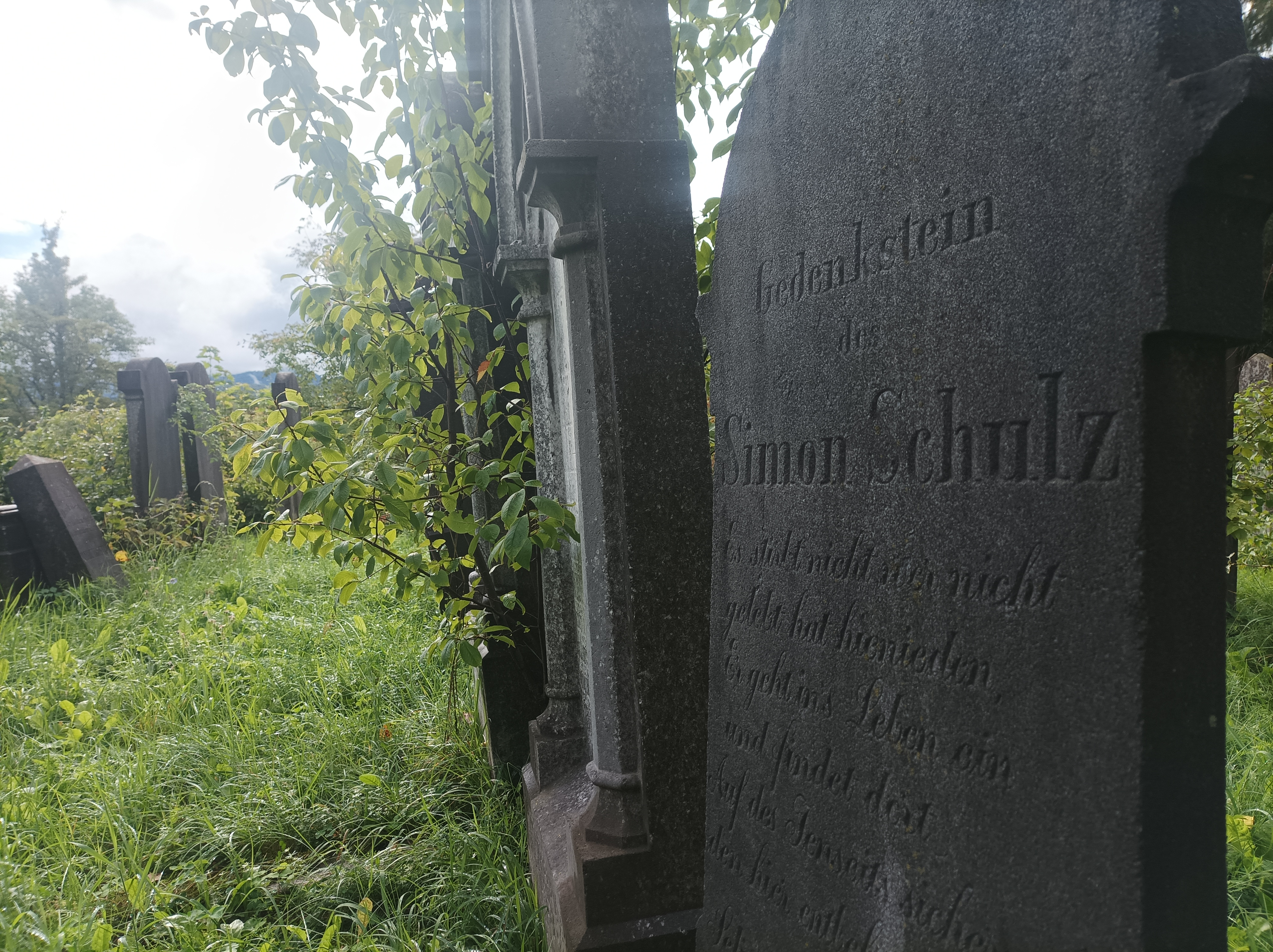
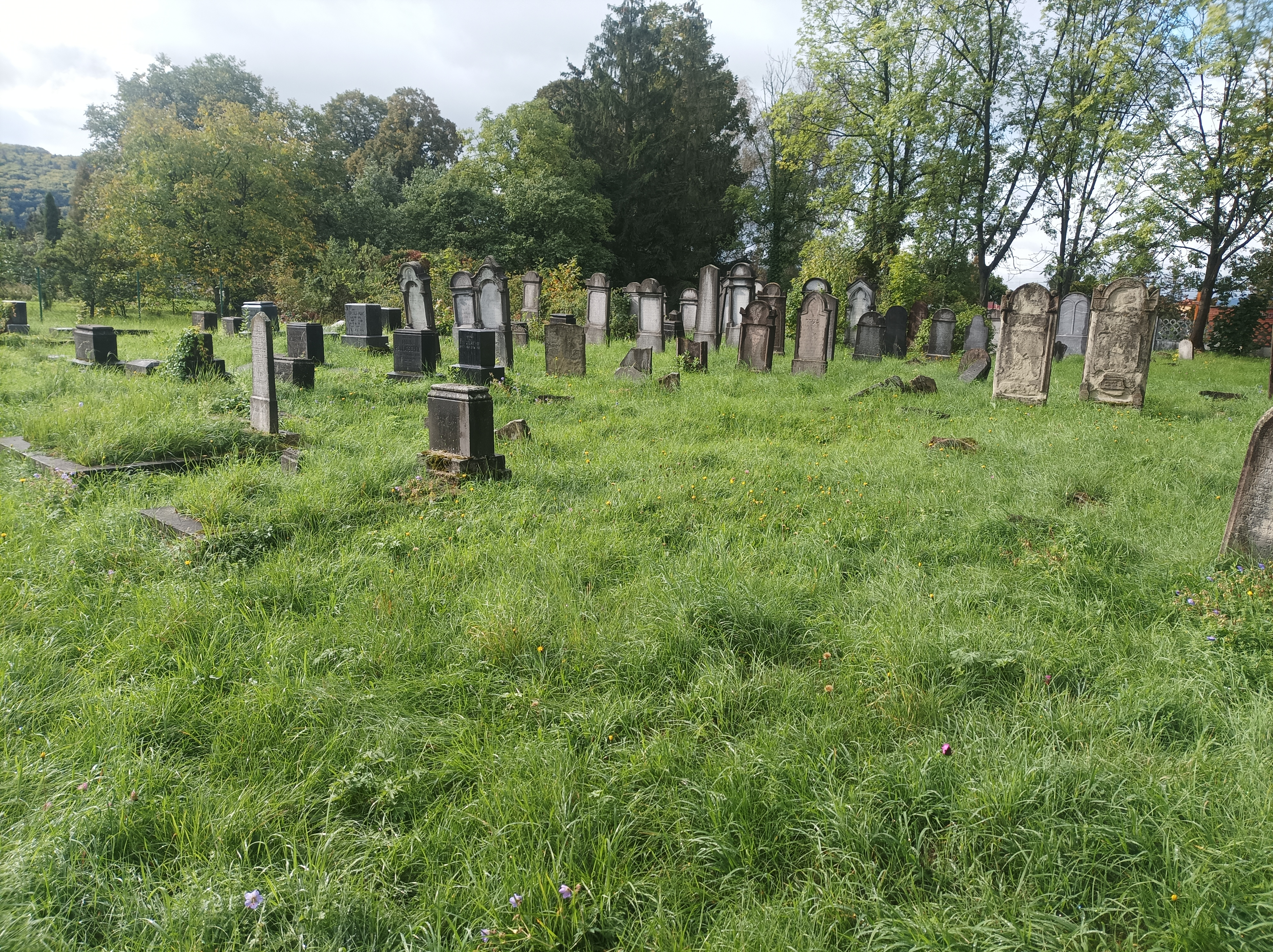
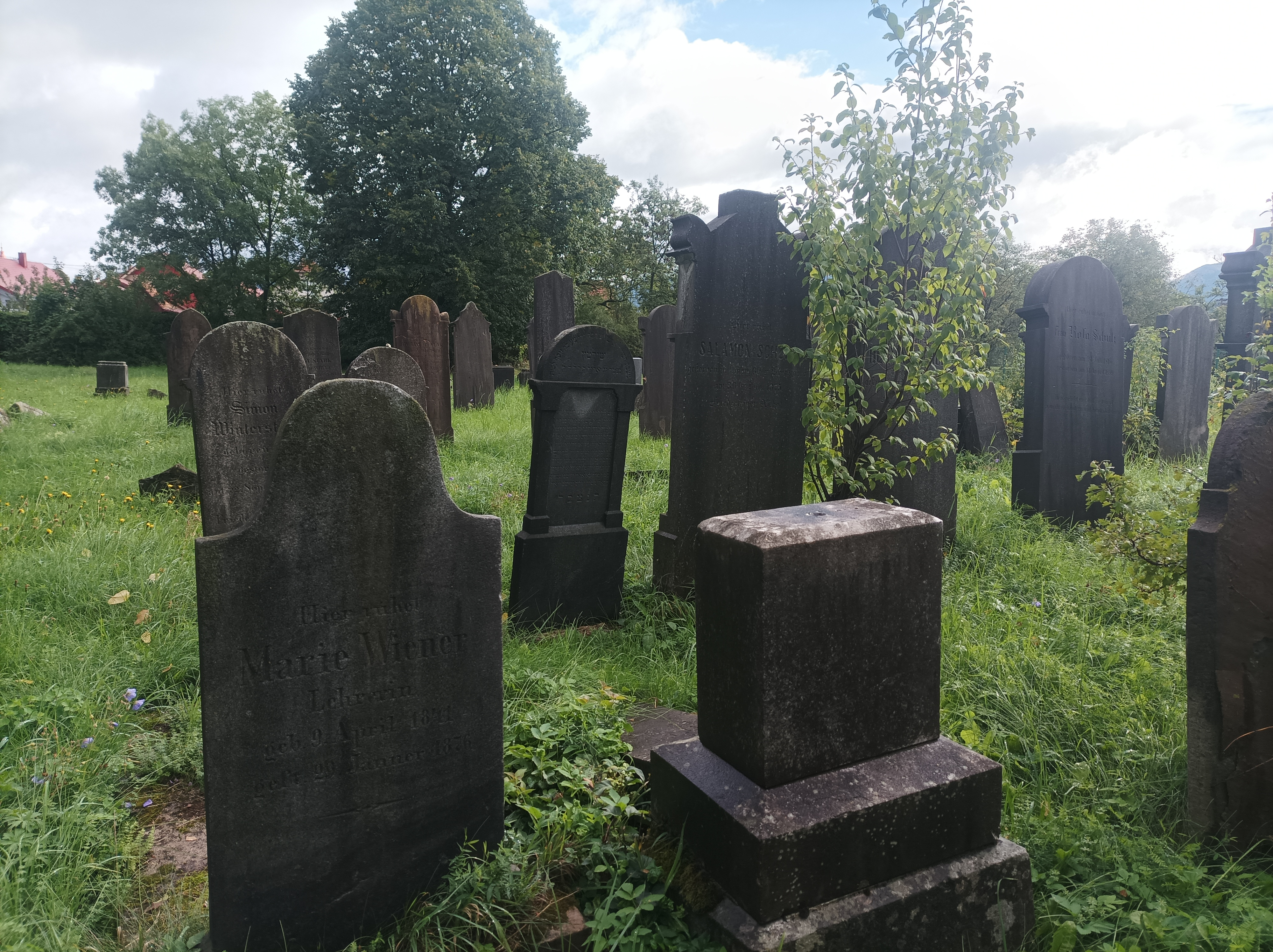